# Deflektor (żużel)

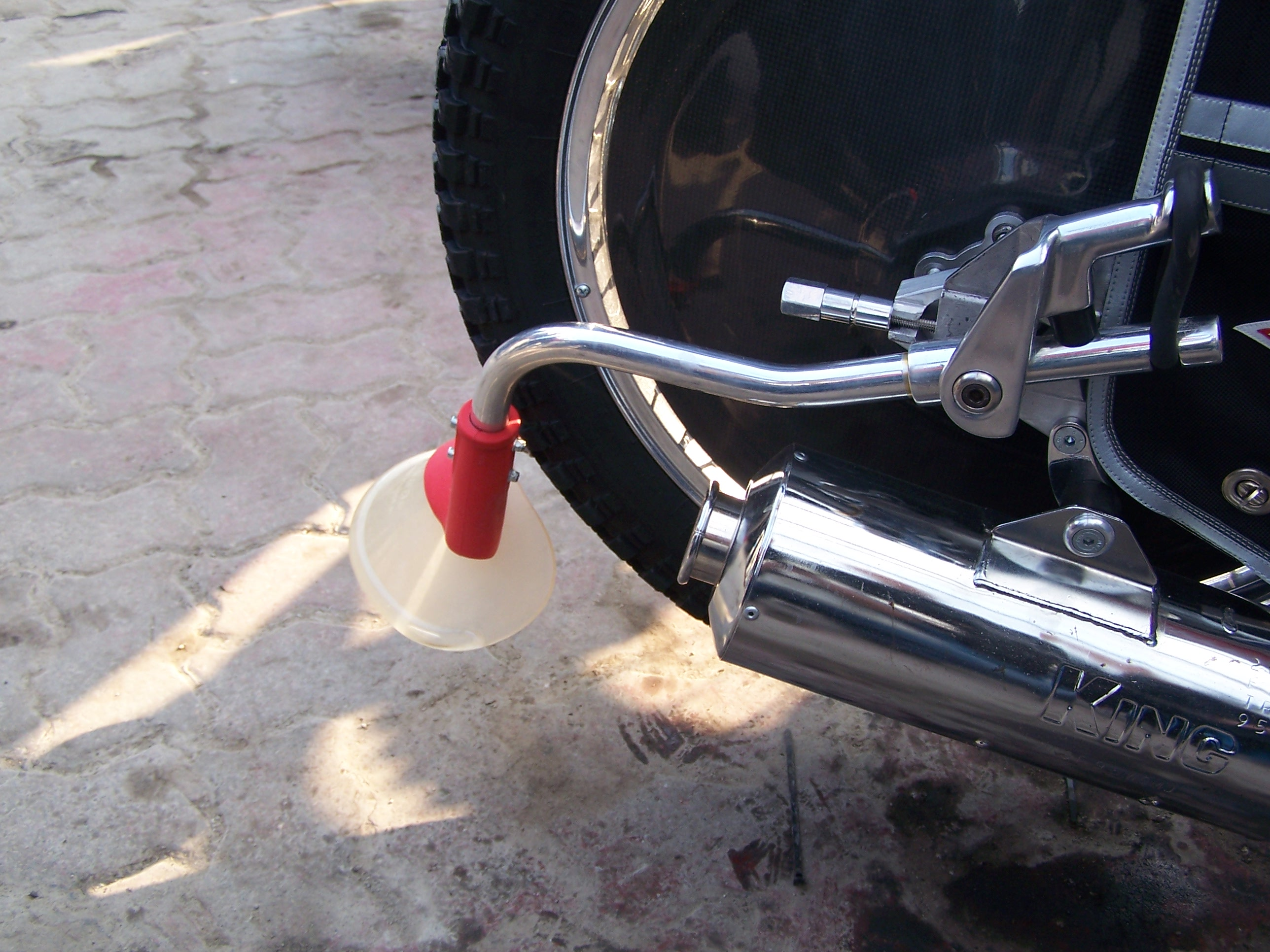
Deflektor na motocyklu żużlowym

Deflektor (dosł. odchylacz) – część motocykla żużlowego, umieszczona za tylnym kołem. Wyłapuje on strumień okruchów nawierzchni wyrzucany spod koła. Tym samym chroni zawodników jadących z tyłu, gdyż uderzenie strumieniem kamyków jest bardzo bolesne i może prowadzić do upadku zawodnika. Deflektory zaczęły się pojawiać na przełomie XX i XXI wieku. Wymyślił je Nowozelandczyk Barry Briggs.